# Odder (municipio)
El municipio de Odder es un municipio de Dinamarca que se localiza en la coste oriental de la península de Jutlandia. Su superficie es de 225,13 km² y su población de 21.749 habitantes (2012). Administrativamente forma parte de la región de Jutlandia Central, y su capital es la ciudad de Odder. Forma parte de la región metropolitana de Jutlandia oriental.
Limita al oeste con Horsens, al norte con Skanderborg y Aarhus, al sur con el fiordo de Horsens y al este con el Kattegat. Las pequeñas islas de Alrø, en el fiordo de Horsens, y Tunø, en el Kattegat, también son parte de Odder.
El municipio de Odder fue formado en 1970. La reforma territorial danesa de 2007, que afectó a la gran mayoría de los municipios, dejó intacto el territorio de Odder.

## Localidades
| Localidades más pobladas de Odder |               |                  |
| Nº                                | Localidad     | Población (2012) |
| 1                                 | Odder         | 11.355           |
| 2                                 | Hov           | 1.403            |
| 3                                 | Ørting        | 701              |
| 4                                 | Gylling       | 636              |
| 5                                 | Saksild       | 598              |
| 6                                 | Hundslund     | 553              |
| 7                                 | Bovlstrup     | 320              |
| 8                                 | Torrild       | 227              |
| 9                                 | Neder Randlev | 223              |